# Erwin González
Erwin González (ur. 7 lutego 1994) – meksykański lekkoatleta specjalizujący się w chodzie sportowym.
W 2010 był ósmy na mistrzostwach świata juniorów, a rok później wywalczył brąz podczas mistrzostw świata juniorów młodszych.
Rekordy życiowe: chód na 10 kilometrów – 41:27 (25 maja 2013, Gwatemala); chód na 20 kilometrów – 1:21:54 (16 marca 2016, Bloemfontein). 

## Osiągnięcia
| Rok  | Impreza                               | Miejsce         | Konkurencja            | Pozycja    | Wynik    |
| ---- | ------------------------------------- | --------------- | ---------------------- | ---------- | -------- |
| 2010 | Mistrzostwa świata juniorów           | Moncton         | chód na 10 000 m       | 8. miejsce | 41:58,67 |
| 2011 | Mistrzostwa świata juniorów młodszych | Lille Metropole | chód na 10 000 m       | 3. miejsce | 41:09,60 |
| 2012 | Puchar świata w chodzie               | Sarańsk         | chód na 10 km juniorów | DNF        | –        |
| 2013 | Mistrzostwa panamerykańskie juniorów  | Medellín        | chód na 10 000 m       | 1. miejsce | 40:36,85 |